# Illeray
Illeray (gälisch: Iolaraigh) ist eine ehemalige schottische Insel der Äußeren Hebriden. Sie lag in der Meeresstraße North Ford zwischen North Uist im Osten und Baleshare im Westen. Bei Niedrigwasser konnte North Uist zu Fuß erreicht werden. Der Boden ist als sandig und lehmig beschrieben und wurde zum Gersteanbau beziehungsweise als Weidefläche verwendet.
Über die Jahre versandete die Wasserstraße zwischen Illeray und Baleshare und die beiden Inseln wuchsen zusammen. Heute bildet Illeray einen Teil des nördlichen Baleshare. Obwohl Francis H. Groome Illeray in den 1880er Jahren noch als getrennte Inseln beschreibt, sind in der Volkszählung von 1861 beide Inseln zusammengefasst, wobei sie im Rahmen der Zählungen von 1851 und 1841 getrennt behandelt wurden. Auf beiden Inseln lebten zu diesem Zeitpunkt 199 Personen in 35 Häusern.